# دردار سميك الأوراق
دردار سميك الأوراق (الاسم العلمي: Ulmus crassifolia) هو نوع نباتي يتبع جنس الدردار من فصيلة الدردارية.